# Unterstützungskommando 9
Das Unterstützungskommando 9 war ein Unterstützungskommando des Heeres der Bundeswehr mit Sitz des Stabes zuletzt in Philippsburg.
Der Großverband wurde 1986 ausgeplant und 1997 aufgelöst. Das Unterstützungskommando unterstand dem Befehlshaber des Territorialkommandos Süd. Hauptaufgabe war die Unterstützung der US-amerikanischen Streitkräfte bei der Mobilmachung im Rahmen des Wartime Host Nation Support (WHNS).

## Auftrag
Hauptaufgabe des Unterstützungskommandos 9 war die Erfüllung der Pflichten aus dem WHNS-Vertrag zwischen der Bundesrepublik Deutschland und den Vereinigten Staaten im Kommandobereich des Territorialkommandos Süd. Konkret war die Unterstützung US-amerikanischen Heeres und ggf. weiterer (insbesondere kanadischer) aus Übersee herangeführter NATO-Reserven bei der Mobilmachung im Rahmen des Rapid Reinforcement Concept und bei der Aufrechterhaltung der Operationsfreiheit im Operationsgebiet der Central Army Group Hauptziel des Unterstützungskommandos. Dazu arbeitete das Unterstützungskommando mit dem 4th Transportation Command (TRANSCOM) der amerikanischen Streitkräfte in Oberursel zusammen. Der „Schwesterverband“ war das Unterstützungskommando 8, das ebenfalls dem Territorialkommando Süd unterstellt war und weitere Aufträge im Rahmen des WHNS-Programms ausführen sollte.
Das Unterstützungskommando leistete Unterstützung beim Betrieb einer Vielzahl Depots in Westdeutschland und im unmittelbar angrenzenden Ausland, in denen alliiertes Wehrmaterial wie Fahrzeuge, Waffen und Munition bis zum Eintreffen der aus Übersee herangeführten Truppen eingelagert waren. Kern des Unterstützungskommandos waren die Logistikverbände, die im Fall der Mobilmachung die herangeführten Truppen und das Wehrmaterial aus den Depots in die von deutscher Seite eingerichteten Mobilmachungsstützpunkte oder Verfügungsräume transportieren sollten und dort den Nachschub mit Munition, Betriebsstoffen und anderem Material zur Herstellung der Kampfbereitschaft sichern sollten. Bei Übungen wie REFORGER wurde regelmäßig die Verlegung nach Europa, die Zusammenarbeit zwischen deutschen und verbündeten Streitkräften und die schnelle Herstellung der Kampfbereitschaft in Deutschland geübt.
Das Unterstützungskommando verfügte, wie die meisten Truppenteile des Territorialheers, im Frieden nur über wenige aktive Soldaten und Zivilisten. Erst im Verteidigungsfall wäre das Unterstützungskommando durch die Einberufung von Reservisten, der Mobilmachung von eingelagertem Wehrmaterial und die Einberufung von zivilen Fahrzeugen zu seiner vollen Sollstärke von ca. 9000 Soldaten aufgewachsen, die etwa der Personalstärke von zwei Brigaden entsprach.

## Geschichte

### Aufstellung
Am 1. Oktober 1986 wurde das Unterstützungskommando 9 zur Erfüllung der sich für Deutschland aus dem WHNS-Vertrag ergebenden Pflichten als eines der sechs Unterstützungskommandos mit Stabssitz in Mannheim ausgeplant. Das Unterstützungskommando 9 wurde dem Territorialkommando Süd unterstellt. Es war somit Teil des Territorialheeres. 1993 verlegte der Stab nach Philippsburg.

### Auflösung
Durch die Entspannung der Sicherheitslage nach Ende des Kalten Krieges und Lockerung der NATO-Kommandostruktur in Europa wurde das Unterstützungskommando 9 durch Organisationsbefehl Nr. 106 / 97 (H) vom 15. Oktober 1996 zum 31. März 1997 zur Umsetzung der Heeresstruktur V aufgelöst.
Nach Auslaufen des WHNS-Programms wird die Unterstützung der NATO- oder anderer befreundeter Streitkräfte heute im Wesentlichen im Rahmen des Host Nation Support (HNS) durch das Kommando Territoriale Aufgaben der Bundeswehr koordiniert.

## Gliederung
Das Unterstützungskommando 9 gliederte sich um 1989 in:
- Stab/Stabskompanie Unterstützungskommando 9 (teilaktiv), Mannheim
  - Versorgungskompanie 4901 (GerEinh), Kaiserslautern
  - Pionierbataillon 491 (GerEinh), Bruchsal
  - Krankentransportbataillon 491 (GerEinh), Hoppstädten
  - Krankentransportbataillon 492 (GerEinh), Köln
  - Feldersatzbataillon 491 (GerEinh), Buch (Hunsrück)
  - Transportregiment 49 (1989 aufgestellt)
    - Stab/Stabskompanie Transportregiment 49 (GerEinh), Wittlich
    - Transportbataillon 491 (GerEinh), Ohlweiler
    - Transportbataillon 492 (GerEinh), Borken
    - Transportbataillon 493 (GerEinh), Kranenburg

  - Transportregiment 490
    - Stab/Stabskompanie Transportregiment 490 (GerEinh), Kaiserslautern
    - Transportbataillon 494 (GerEinh), Bexbach 
    - Transportbataillon 495 (GerEinh), Oftersheim
    - Transportbataillon 496 (GerEinh), Kaiserslautern

## Verbandsabzeichen

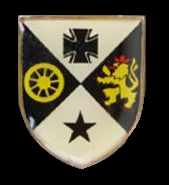
Internes Verbandsabzeichen des Stabes/Stabskompanie

Das Unterstützungskommando führte aufgrund seiner Ausplanung als überwiegend nicht aktiver Truppenteil kein eigenes Verbandsabzeichen. Die wenigen aktiven Soldaten trugen daher das Verbandsabzeichen des übergeordneten Territorialkommandos.
Als „Abzeichen“ wurde daher unpräzise manchmal das interne Verbandsabzeichen des Stabes und der Stabskompanie „pars pro toto“ für den gesamten Großverband genutzt. Es zeigte im Wesentlichen das Eiserne Kreuz als Hoheitszeichen der Bundeswehr sowie einen Stern als Symbol für die US-amerikanischen Streitkräfte, der der Flagge der Vereinigten Staaten entnommen ist (vgl. Militärische Flaggen, Siegel und Hoheitszeichen der Vereinigten Staaten). Auf den Stationierungsraum weisen die beiden anderen für die Region typischen Figuren hin: das Mainzer Rad und der Pfälzer Löwe wie im Stadtwappen Mannheims.